# Claudio Parmiggiani
Claudio Parmiggiani, né en 1943 à Luzzara, dans la province de Reggio d'Émilie en Émilie-Romagne, est un plasticien contemporain italien associé au mouvement de l'Arte Povera.

## Biographie
Claudio Parmiggiani étudie entre 1958 et 1960 à l'Institut des Beaux-Arts de Modène avant de fréquenter l'atelier de Giorgio Morandi à Bologne. Il commence alors son travail dans la lignée des artistes de l'Arte Povera, comme Mario Merz, dans les années 1960. Son travail utilisant les matériaux pauvres est en rapport avec la question de la mémoire et de la destruction.

## Principales œuvres
- Delocazione (1970), Horloge (1994), et Cripta (1994), collections du musée d'art moderne et contemporain de Genève
- Terra (1989), enterrée dans le jardin du Palais Saint-Pierre du musée des beaux-arts de Lyon.
- Une fontaine, 1993, place de Coëtquen à Rennes ; également connue comme Fontaine à la tête coupée
- Chambre des Amours (2015), Villa Médicis, Rome[3]

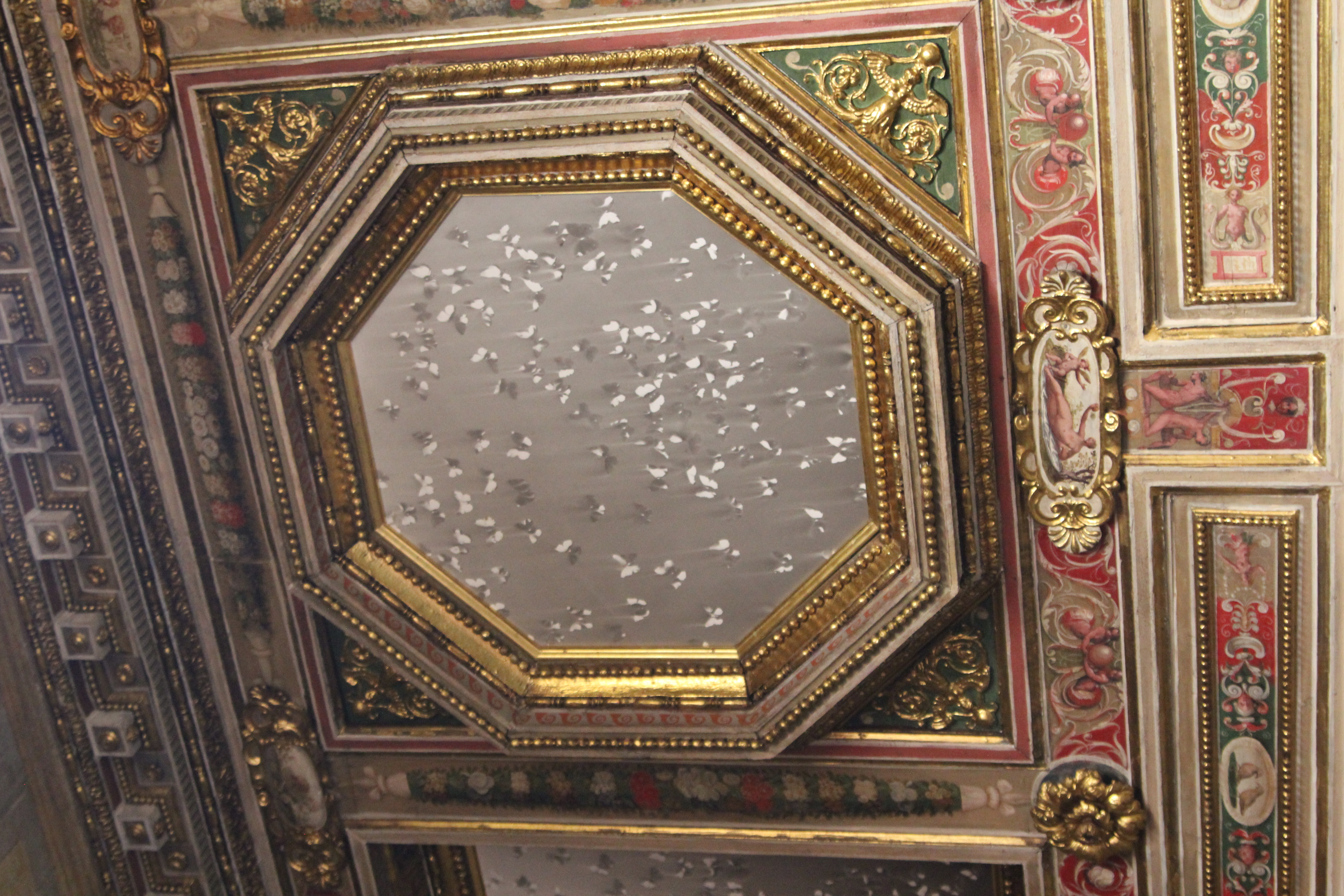
Détail de l'œuvre de Claudio Parmiggiani pour la Chambre des Amours de la Villa Médicis

## Principales expositions individuelles
- 1978 : Focus, Centre culturel du Marais, Paris.
- 1982 : Claudio Parmiggiani à la galerie Durand-Dessert, Paris.
- 1987 : Musées de la Ville de Strasbourg.
- 1989 : Terra au musée d'art contemporain de Lyon.
- 1995 : Exposition à la chapelle de la Vieille Charité de Marseille.
- 1995 : Rétrospective Parmiggiani au musée d'art moderne et contemporain de Genève.
- 1996 : Musée des beaux-arts de Dijon.
- 1999 : Claudio Parmiggiani à l'hôtel des Arts de Toulon
- 1999 : Venere di Montreal au musée des beaux-arts de Montréal.
- 2003 : Claudio Parmiggiani, sculpture d'ombre au musée Fabre de Montpellier.
- 2003 : Rétrospective au musée d'art moderne de Bologne.
- 2007 : Apocalypsis cum figuris au Palazzo Fabroni arti visive contemporanee de Pistoia (commissaire Jean Clair).
- 2008 : Trois œuvres au Collège des Bernardins à Paris[4].
- 2009 : Opere, galerie Meessen De Clercq, Bruxelles.
- 2010 : Naufrage avec le spectateur au Couvent de Morsiglia en Corse puis au Palazzo del Governatore à Parme.
- 2011 : Lo Spazio del Cuore, galerie Meessen De Clercq, Bruxelles.
- 2013 : Art Unlimited, Art Basel, Bâle.
- 2016 : Claudio Parmiggiani, galerie Meessen De Clercq, Bruxelles.